# 斯特凡大公村鄉 (巴克烏縣)
46°12′N 26°51′E / 46.200°N 26.850°E
斯特凡大公村鄉（羅馬尼亞語：Comuna Ștefan cel Mare, Bacău），是羅馬尼亞的鄉份，位於該國東北部，由巴克烏縣負責管轄，面積99平方公里，海拔高度250米，2007年人口4,298，人口密度每平方公里43人。